# باول كيلي (لاعب كرة قدم)
باول كيلي (بالإنجليزية: Paul Kelly)‏ هو لاعب كرة قدم بريطاني في مركز ظهير ‏، ولد في 12 أكتوبر 1969 في Bexley ‏ في المملكة المتحدة. لعب مع وست هام يونايتد.